# Вермер, Вим
Виллем (Вим) Вермер (нидерл. Willem "Wim" Vermeer; 12 ноября 1894, Амстердам — 5 мая 1955, Амстердам) — нидерландский футболист, игравший на позиции правого крайнего нападающего, выступал за амстердамский «Аякс».

## Ранние годы
Виллем Вермер родился 12 ноября 1894 года в Амстердаме, в семье строителя и подрядчика Питера Вермера и его жены Марии ван дер Вал. Он был девятым ребёнком в семье из одиннадцати детей. У него было четверо братьев и шесть сестёр.
Семья Вермеров жила в доме № 7 по улице Александеркаде.

## Спортивная карьера
В возрасте семнадцати лет Вермер стал членом футбольного клуба «Аякс», ранее он выступал со старшим братом Хендриком за команду АВВ из Амстердама. За «красно-белых» дебютировал 15 сентября 1912 года в матче третьего раунда Кубка Нидерландов против клуба ДВС из Роттердама, сыграв на позиции правого крайнего нападающего. Встреча завершилась победой «Аякса» — 7:4.
Первый матч в чемпионате Вим провёл 29 сентября против клуба ХФК. В дебютном сезоне Вермер принял участие в шестнадцати матчах чемпионата и отметился одним голом. «Аякс» в течение сезона являлся аутсайдером чемпионата, команда заняла предпоследнее девятое место, избежав вылета во второй класс.
В следующем сезоне нападающий играл крайне редко, сыграв в четырёх играх чемпионата. В последний раз в составе амстердамцев он выходил на поле 11 января 1914 года в матче с ДФК. По итогам сезона «Аякс» вылетел во второй класс. Вермер не играл во втором классе и через два года покинул клуб.

## Личная жизнь
Работал учителем. Женился 20 февраля 1936 года в Амстердаме.